# Beverwijk

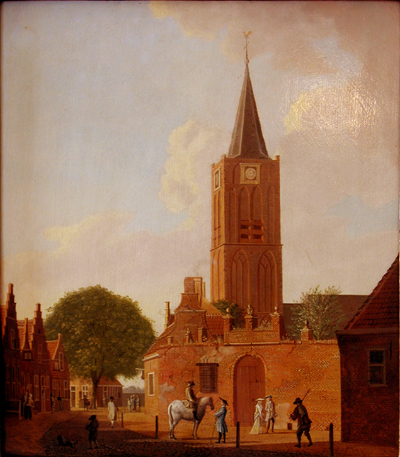
De Wijkertoren in de achttiende eeuw, hier op een schilderij van Jan Ekels de Oude.

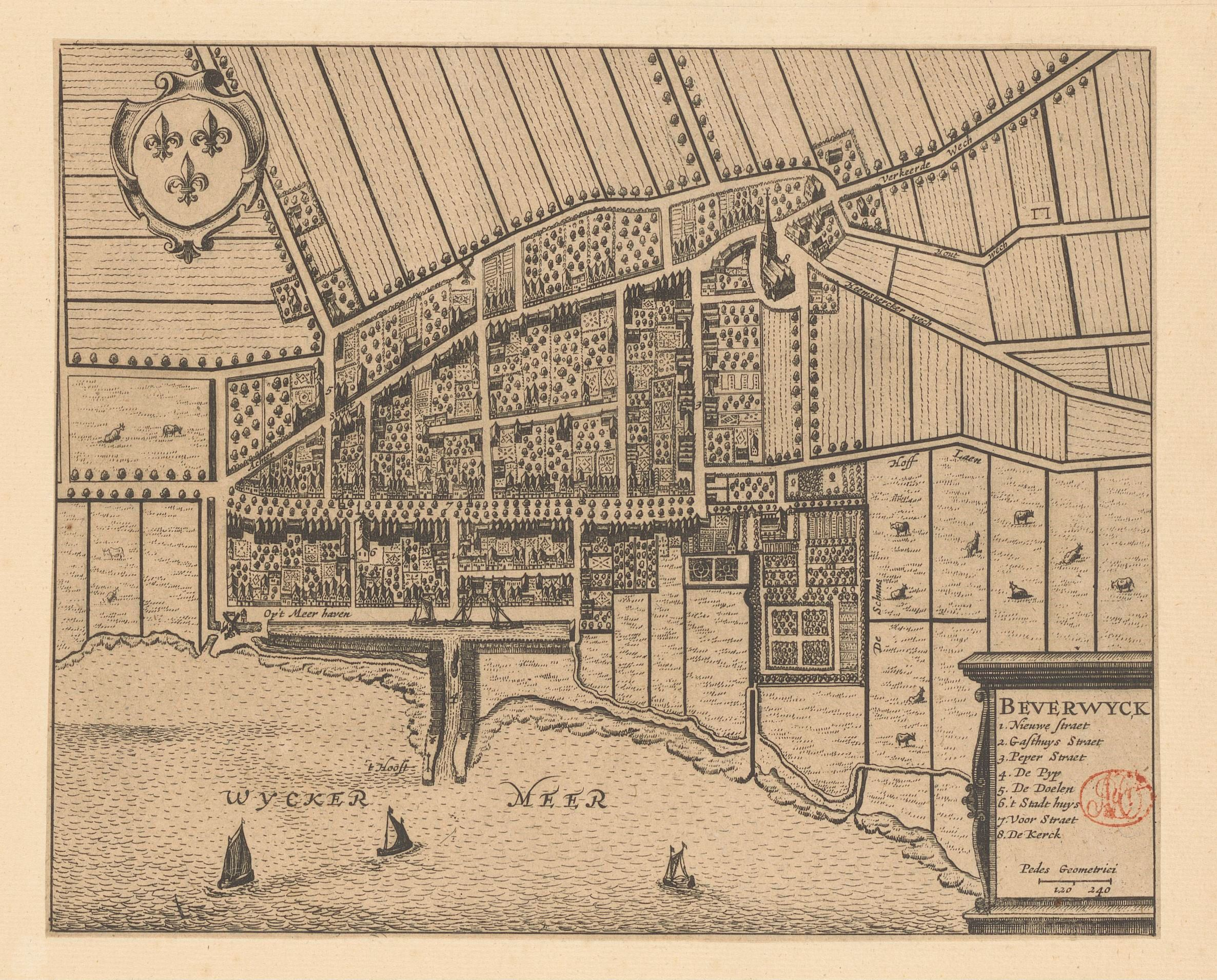
Plattegrond van Beverwijk van J. Blaeu uit de 17e eeuw.

Beverwijk (uitspraakⓘ) is een stad en gemeente in Midden-Kennemerland in de Nederlandse provincie Noord-Holland. De gemeente telt 42.866 inwoners (22 november 2024, bron: CBS) en heeft een oppervlakte van 19,60 km² (waarvan 1,78 km² water). De gemeente maakt deel uit van de samenwerkingsregio IJmond.
De gemeente bestaat uit de stad Beverwijk en het dorp Wijk aan Zee (en het voormalige tuindersdorp Wijk aan Duin).
De plaats is bekend om De Bazaar (ook wel Zwarte Markt genoemd), de grootste overdekte markt van Europa. Ook is in Beverwijk een brandwondencentrum gevestigd, in het Rode Kruis Ziekenhuis. Beverwijk had de eerste meubelboulevard van Nederland.
De belangrijkste industrie in de omgeving wordt gevormd door de hoogovens van Tata Steel Europe, gevestigd ten zuiden van Beverwijk in Velsen-Noord.

## Naam
De naam Beverwijk heeft niets met knaagdieren te maken. Er zijn twee lezingen over de verklaring van de naamgeving. De eerste lezing is dat de naam Beverwijk een verbastering is van Bedevaartswijk. De stad was een plek voor pelgrimage ter ere van Agatha. De tweede lezing is dat de naam Beverwijk zijn oorsprong vindt in de naam Beverhem. "Bever" is een naam van een Germaanse man en de toevoeging -hem betekent zoveel als "woning of nederzetting van".
De plaatsnaam Beverhem wordt genoemd in de goederenlijst die hoort bij het Cartularium van de Utrechtse bisschop Radboud. Het document met de goederenlijst is opgesteld in de periode 896-953 n.Chr.. Met behulp van de lijst claimde de bisschop van Utrecht rechten op goederen uit de periode van vóór circa 857/8 n.Chr.. Dit is voor het moment waarop de Deen Rorik, een Noorman of Viking, de macht kreeg over onder meer Kennemerland. Rorik werd opgevolgd door Godfried, die in 885 werd vermoord. Daarmee kwam een einde aan de Noormannenperiode in Kennemerland. De bisschop keerde terug in Utrecht en stelde zijn lijst op.
In de 10e eeuw moet een groot deel van het grondgebied te Beverwijk (het kroondomein) in handen zijn gekomen van de abdij van Egmond. Van schenkingen is weinig terug te vinden en het omvangrijke bezit blijkt uit een kaart (ca. 1540) en de administratie van de abdij. In de 10e eeuw moet de abdij van Egmond en/of de bisschop van Utrecht de naam van het kerkdorp aan Sint-Agatha hebben gewijd. Het hernoemen van plaatsnamen, waarbij christelijke namen werden ingevoerd, gebeurde ook elders. Met de naamswijziging verdween niet altijd de naam die in de volksmond werd gebruikt.
In de tweede helft van de 13e eeuw is aan de oever van "de" Meer, nabij het kerkdorp Sint-Aagtenkerk, een handelswijk ontstaan, die Wijc werd genoemd. Deze naam werd in korte tijd de naam voor het hele ambacht dat reikte van de Meer tot aan de Noordzee. In de volksmond is de naam Beverhem blijven voortbestaan, waarbij in 1276 voor het eerst op schrift de toevoeging -hem is vervangen door -wijk en de naam Beverwijk is ontstaan.

## Geschiedenis

### Middeleeuwen
Bij de kerk lag het dorp Sint-Aagtenkerk, waar zich een grafelijke curtis bevond. Het hoofdgebouw van deze curtis zal het kasteel van Banjaert zijn geweest dat in 1204 tijdens de Loonse Oorlog werd verwoest.
Beverwijk kreeg in 1276 het marktrecht, verleend door Graaf Floris V van Holland.
Graaf Jan I van Holland verleende op 11 november 1298 een reeks stadsrechten. De oorkonde of stadskeur bevat bepalingen over bestuur en regelgeving, handhaving van de openbare orde, de rechtspraak, het erfrecht, het verbintenissenrecht, de economie en de verplichtingen van de burgers tegenover de stadsheer en elkaar.
Met de stadskeur werden de handelsnederzetting aan het meer en het kerkdorp Sint-Aagtenkerk (Agathenkerka) binnen één bestuursgebied samengebracht en ontwikkelde zich tot de stad Beverwijk. Het gebied van de stad werd daarmee afgescheiden van het ambacht Wijk (Wiic).
In 1536 verkoopt Karel V, Keizer van het Roomse Rijk aan de raadsheer in het Hof van Holland, Gheryt van Assendelft, het klerk-, bode- en schoutambacht van Beverwijk voor een som van vijfhonderd en twintig ponden.
Het kerkdorp Sint-Aagtenkerke was in de middeleeuwen een doel voor pelgrims, omdat de heilige Agatha hier zou zijn verschenen aan een maagd uit Velsen, die op de vlucht was voor Rorik, een Noorman en hertog van Kennemerland. Op de plaats waar de heilige Agatha verscheen, bevond zich dan al enige tijd een houten kerk of kapel. De heilige Agatha komt regelmatig terug in het huidige Beverwijk. Verwijzingen zijn onder andere de Heilige Agathakerk, het Sint-Aagtendorp (woonwijk), de Sint-Aagtendijk en voorheen De Aagtenhal (sporthal). Daarnaast is het brandwondencentrum in Beverwijk goed op zijn plaats want Sint-Agatha is de patroonheilige van brandwonden.
In de middeleeuwen bevonden zich een aantal kastelen in Beverwijk, onder andere Kasteel Ter Wijc, Kasteel Banjaert en Huis Adrichem.

### Vroegmoderne tijd

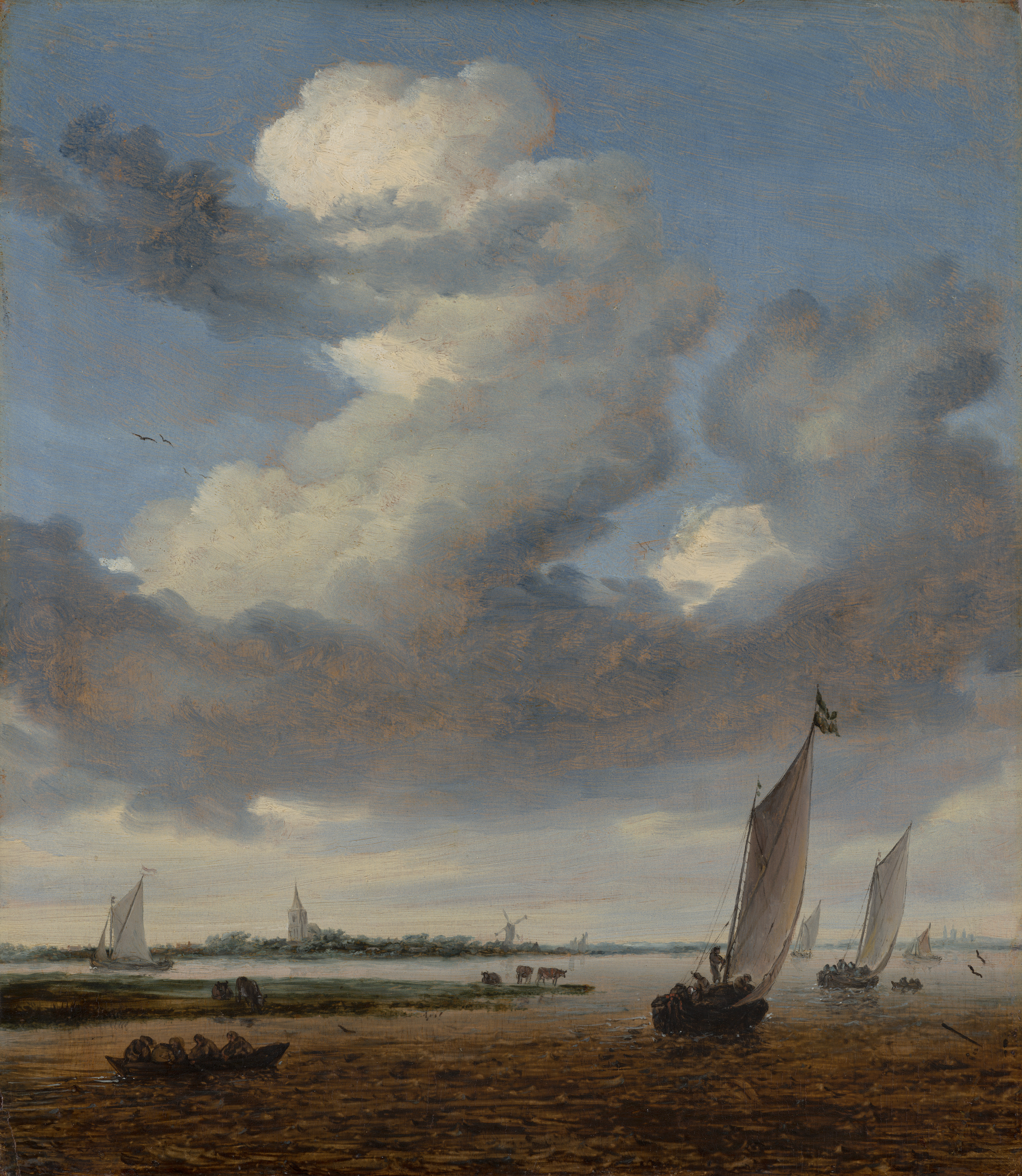
Beverwijk gezien vanaf het Wijkermeer (Salomon van Ruysdael, omstreeks 1661)

In 1575 wordt de bestaande kerk vervangen door een nieuw gebouw, inclusief kerktoren. De kerktoren staat tegenwoordig bekend als Wijkertoren, de kerk als Grote Kerk. De Wijkertoren is kenmerkend voor de skyline van Beverwijk.
Kooplieden uit Amsterdam bouwden in de 17e eeuw in de aantrekkelijke duinomgeving hun buitenstadse optrekjes. Voorbeelden hiervan zijn Huize Westerhout, Huize Akerendam en Huize Scheybeeck. De twee laatstgenoemde stonden aan de rand van het Wijkermeer. In die tijd wordt de stad omgeven door het dorp Heemskerk (noordelijk), het dorp Wijk aan Zee en Duin (westelijk), de kern Breesaap (zuidelijk) en het Wijkermeer (oostelijk). Het landschap bestaat voornamelijk uit duingebied.
In 1800 wordt de Linie van Beverwijk aangelegd, na de Slag bij Castricum in 1799. Deze militaire verdedigingslinie complementeerde een bestaande linie van Monnickendam, via Purmerend naar Beverwijk. De Linie van Beverwijk bestond uit een aantal lunetten, vaak met een gracht eromheen. Enkele van deze lunetten zijn bewaard gebleven, de meeste zijn nu verdwenen.

### Moderne tijd
In 1936 werden de gemeenten Wijk aan Zee en Duin en Beverwijk samengevoegd tot één gemeente. 'Wijk aan Duin' werd kort na de Tweede Wereldoorlog opgeslokt in het snelgroeiende Beverwijk, Wijk aan Zee bleef behouden als aparte kern.
De komst van de Koninklijke Hoogovens zorgde voor een ingrijpende verandering in de bevolking van de IJmond en her en der voor wat overenthousiaste verwachtingen. Zo bracht de gemeente Velsen een uitbreidingsplan uit voor een stad van 250.000 inwoners. Dit plan ging snel weer van tafel en in de jaren dertig ging men uit van 100.000 inwoners. Na de Tweede Wereldoorlog slonken de plannen verder en werd de verwachting 67.000 inwoners.
Beverwijk maakte ook wilde plannen met een plan voor een "Staalstad" van honderdduizend inwoners, mede mogelijk gemaakt door een fusie met Heemskerk. Zowel de 100.000 inwoners als de fusie met Heemskerk gingen later weer van tafel.
Op 16 april 1944, tijdens de Tweede Wereldoorlog, voerden de toenmalige bezetters een razzia uit in Beverwijk en Velsen-Noord. Ze arresteerden bijna 500 mensen, die in Kamp Amersfoort als gijzelaars gevangen werden gehouden totdat de daders van de moord op drie NSB'ers zich gemeld hadden. Enkele gijzelaars werden later weer vrijgelaten maar velen werden naar Duitsland getransporteerd om daar als dwangarbeider tewerkgesteld te worden. In totaal keerden 63 gijzelaars niet terug. Het was de eerste huis-aan-huis razzia in Nederland. Voorheen was men veilig als men in huis was bij een razzia aangezien deze alleen op straat werden gehouden.
In 1950 werd de fabriek van Beijnes verplaatst van Haarlem naar een nieuw fabriekscomplex in Beverwijk, waar zich speciaal voor de werknemers een spoorweghalte Beijnes bevond. In 1959 werd Beijnes overgenomen door de Verenigde Machinefabrieken Stork-Werkspoor (VMF) en in 1963 werd de fabriek alweer gesloten. 
Rond 1977 vestigden zich de eerste meubelzaken op de Parallelweg in Beverwijk. Zo ontstond toen de eerste meubelboulevard van Nederland. In 1981 waren er al 10 zaken gevestigd. Een citaat uit een krant uit 1981: "Meubels kijken en vergelijken en aanschaffen is aantrekkelijk in Beverwijk, niet in de laatste plaats omdat aan deze meubelboulevard het parkeerprobleem onbekend is". Tegenwoordig is de gezamenlijke naam van de meubelboulevard "Woonboulevard Beverwijk".
Op 23 maart 1997 vonden supporters van Ajax en Feyenoord zich in een gewelddadig treffen in een polder vlak bij Beverwijk. Bij deze veldslag raakte Carlo Picornie, supporter van Ajax, zwaargewond. Picornie overleed onderweg naar het ziekenhuis. De veldslag staat bekend als de Slag bij Beverwijk.

## Geografie
| Aangrenzende gemeenten | Aangrenzende gemeenten | Aangrenzende gemeenten | Aangrenzende gemeenten | Aangrenzende gemeenten |
| ---------------------- | ---------------------- | ---------------------- | ---------------------- | ---------------------- |
|                        |                        | Heemskerk              |                        |                        |
|                        |                        |                        |                        |                        |
|                        | Zaanstad               |                        |                        |                        |
|                        |                        |                        |                        |                        |
|                        |                        | Velsen                 |                        |                        |

Beverwijk ligt in het zuidwesten van de Nederlandse provincie Noord-Holland, ongeveer 20 kilometer ten noordwesten van Amsterdam en 15 kilometer ten noorden van Haarlem. De gemeente grenst westelijk aan de Noordzee.

### Topografie
Topografisch kaartbeeld van de gemeente Beverwijk, juni 2023

### Wijken en buurten
De gemeente Beverwijk bestaat uit 10 (statistische) wijken en 31 buurten.
| 00 | Centrum                       |
| 01 | Vondelkwartier                |
| 02 | Oranjebuurt                   |
| 03 | Kuenenkwartier                |
| 04 | Warande                       |
| 05 | Noordwestelijk tuinbouwgebied |
| 06 | Oosterwijk en Zwaansmeer      |
| 07 | Meerestein                    |
| 08 | Wijk aan Zee                  |
| 09 | De Pijp en Wijkerbroek        |

## Politiek en bestuur

### College van B&W
Het college van B&W van Beverwijk werd in 2022 gevormd door de partijen Samen Lokaal Beverwijk, D66, CDA, PvdA en On's Beverwijk (een afsplitsing van Samen Lokaal). Het college telt vijf wethouders.

### Raad
De gemeenteraad van de gemeente Beverwijk bestaat uit 27 zetels. Hieronder de behaalde zetels per partij bij de gemeenteraadsverkiezingen sinds 2010:
| Partij                 | 2010 | 2014 | 2018 | 2022 |
| ---------------------- | ---- | ---- | ---- | ---- |
| Samen Lokaal Beverwijk | -    | -    | 2    | 8    |
| VVD                    | 6    | 4    | 5    | 4    |
| D66                    | 2    | 6    | 4    | 4    |
| GroenLinks             | 4    | 4    | 5    | 3    |
| VRIJ!                  | -    | -    | 2    | 3    |
| CDA                    | 3    | 3    | 3    | 2    |
| PvdA                   | 6    | 4    | 3    | 2    |
| Forum voor Democratie  | -    | -    | -    | 1    |
| Democraten Beverwijk   | 2    | 2    | 2    | -    |
| GemeenteBelangen       | 2    | 4    | 1    | -    |
| Totaal                 | 25   | 27   | 27   | 27   |

### Partnersteden
- Neuwied (Duitsland), van 1965 tot 1990. Tegenwoordig bestaan er alleen nog vriendschappelijke betrekkingen.

## Cultuur

### Bezienswaardigheden
- Museum Kennemerland (voormalig gemeentehuis van de gemeente Wijk aan Zee en Duin)
- Wijkertoren en Grote Kerk
- Huize Akerendam (Hofstede van Jan Bicker)
- Huize Scheybeeck
- Huize Westerhout
- De Lunetten
- Dorpskerk Wijk aan Zee

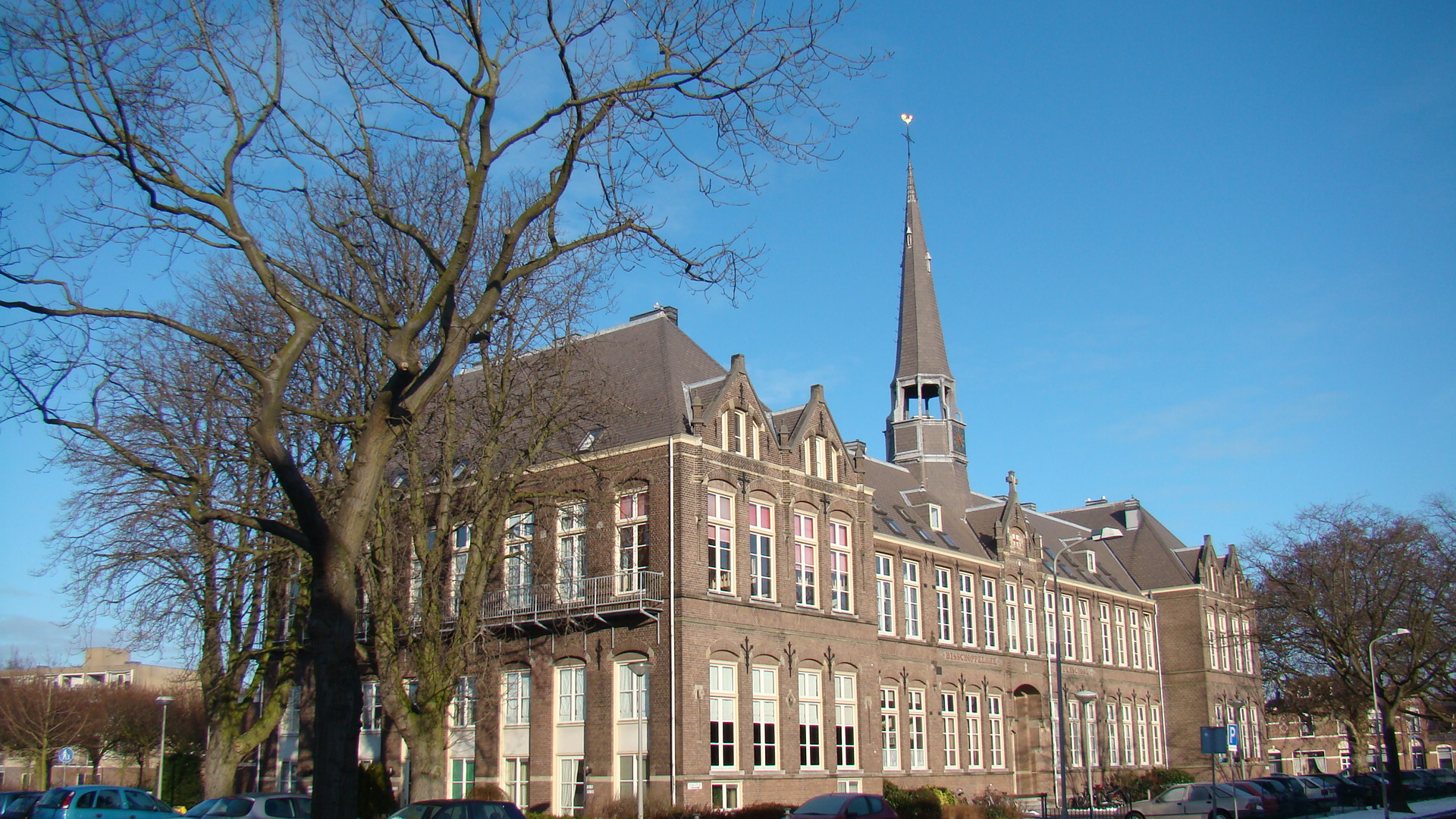
Bisschoppelijke Kweekschool.
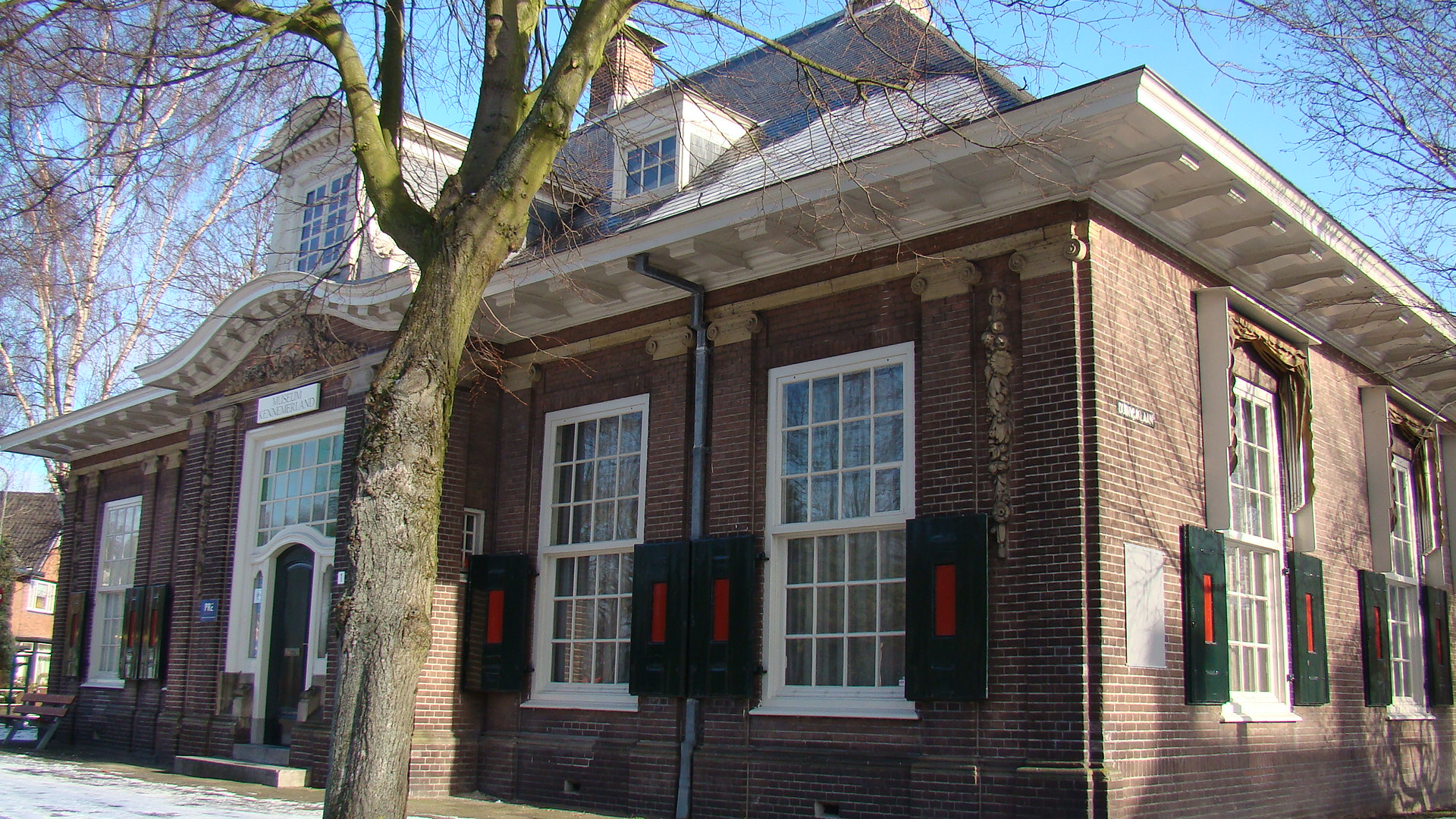
Museum Kennemerland.
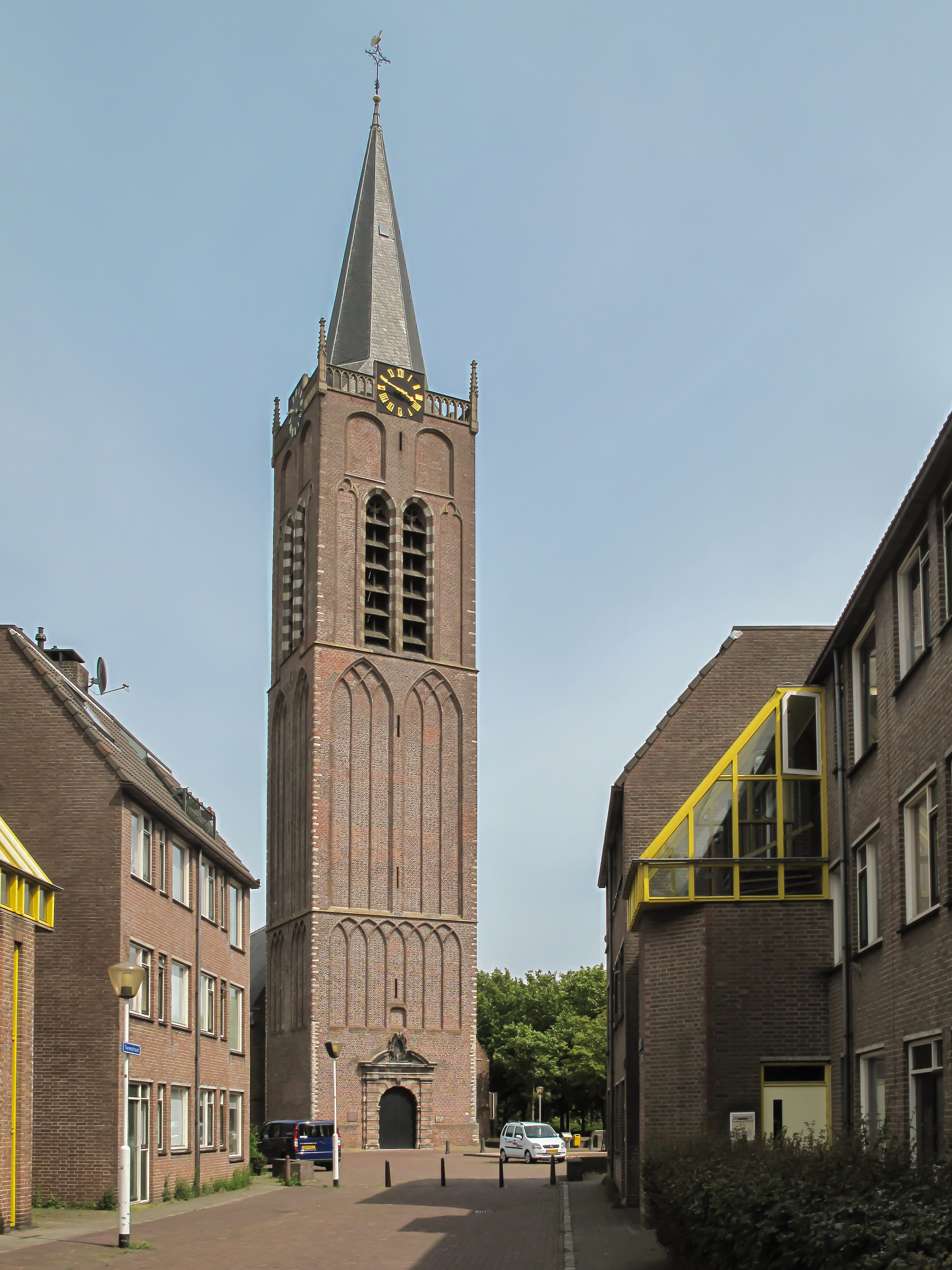
Grote Kerk.
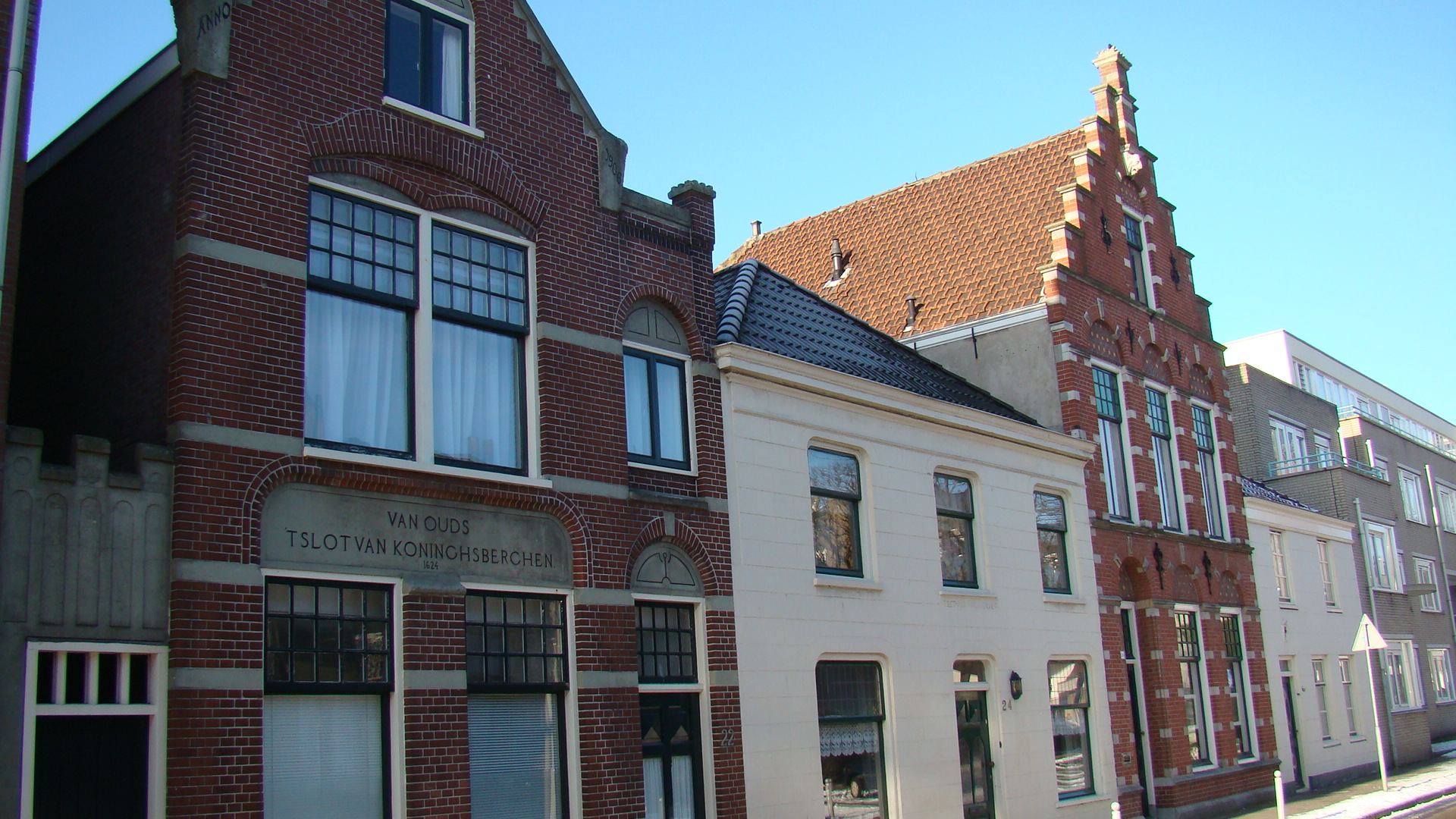
't Slot van Koninghsberghen.

### Monumenten
In de gemeente zijn er een aantal rijksmonumenten, gemeentelijke monumenten, en oorlogsmonumenten, zie:
- Lijst van rijksmonumenten in Beverwijk (gemeente)
- Lijst van gemeentelijke monumenten in Beverwijk
- Lijst van oorlogsmonumenten in Beverwijk

Beverwijk kent één provinciaal monument, het fort aan den Sint Aagtendijk, onderdeel van de Stelling van Amsterdam.

### Kunst in de openbare ruimte
In de gemeente Beverwijk zijn diverse beelden, sculpturen en objecten geplaatst in de openbare ruimte, zie:
- Lijst van beelden in Beverwijk

### Musea en attracties
- De Bazaar
- Museum Kennemerland

### Sport en recreatie
In het oostelijk deel van Beverwijk zijn de meeste sportfaciliteiten te vinden: Atletiek Vereniging DEM, voetbalverenigingen r.k.v.v. DEM, CVV Jong Hercules, De Kennemers, SV Beverwijk, hockeyvereniging BHC Overbos en korfbalvereniging Watervliet hebben hier hun sportterreinen. Sporthal Beverwijk (vanwege de kenmerkende vorm ook wel De Walvis genoemd) is de belangrijkste sporthal. 
In sporthal Kinheim heeft zaalvoetbalvereniging Demi Sport haar thuishonk. Demi Sport, opgericht in 1973, is een van de oudste zaalvoetbalverenigingen uit de regio Noord-Holland.
Daarnaast bevindt zich in een woonwijk ten zuiden van de Alkmaarseweg het clubgebouw van tafeltennisvereniging Rapidity.
In het westelijk deel van Beverwijk zijn scoutinggroepen gevestigd. Dit betreft het gebied Scoutingduin, waar de groepen Mees Toxopeus, Admiraal van Kinsbergen, Wiawaha en Die Wijcker Duinjaghers zijn gevestigd. De M'hali Panzi groep is gehuisvest net buiten het centrum.
Ten oosten van de A22 is het wielerparcours van BRC Kennemerland te vinden. Het is aangelegd boven op de voormalige vuilnisbelt.
In het noordwesten, tegen de grens met Heemskerk, ligt het Sportfondsenbad Beverwijk, waar ook de Kennemer Zwemclub (KZC) huist.
Het strand van Wijk aan Zee is het breedste van (het vasteland van) Nederland.
Door het uiterste westen en door Wijk aan Zee loopt de Europese wandelroute E9, ter plaatse ook Noordzeepad of Nederlands Kustpad geheten. Het Natuurvriendenhuis Banjaert in Wijk aan Zee biedt wandelaars (en anderen) een gastvrij onderdak.

### Muziek
De rhythm 'n blues band The Bintangs is in 1961 opgericht door de broers Frank en Arti Kraaijeveld. Een andere bekende band is Carlsberg.

### Evenementen
- Elk jaar, in juli, vindt in Park Westerhout het Young Art Festival plaats. Dit jongerenfestival omvat muziek, theater, beeldende kunst, tekst en film.[bron?]
- Jaarlijks wordt op de vierde donderdag van juni een kortebaandraverij verreden in de Koningstaat.[16]
- In januari wordt in dorpshuis De Moriaan in Wijk aan Zee het internationale Tata Steel-toernooi gehouden, oorspronkelijk bekend als Hoogovens Schaaktoernooi.

## Verkeer en vervoer

### Wegverkeer
Jarenlang maakte het doorgaande verkeer van en naar het noorden voornamelijk gebruik van de wegen die aan de oostkant (Parallelweg, Spoorsingel), noorden (Laan der Nederlanden) of in het centrum (Alkmaarseweg) gesitueerd zijn. Omdat de genoemde wegen steeds minder berekend waren op de (toenemende) hoeveelheid verkeer, bestond al jaren het plan een randweg lang de westkant van de stad aan te leggen. Na jaren verzet door actiegroepen werd op 26 januari 2009 met de aanleg van de 'Westelijke Randweg' begonnen. Deze provinciale weg kreeg het wegnummer N197 toegewezen en is op zaterdag 5 juli 2010 geopend.

### Openbaar vervoer
Van 1882 tot 1924 werd de tramlijn Beverwijk - Wijk aan Zee geëxploiteerd, eerst een stoomtram en sindsdien een paardentram. 
In het zuidoosten bevindt zich het treinstation waar treinen vertrekken in de richting van Haarlem, Amsterdam, Alkmaar en Hoorn. Het station is een OV-knooppunt en zodoende stopt op het station ook een groot aantal streekbussen van Connexxion en één streekbus van EBS.
- Lijn 65: Beverwijk - Pont Buitenhuizen - Westzaan  - Zaandam Station - Zaandam de Vlinder
- Lijn 71: Beverwijk - Heemskerk - Uitgeest. Deze lijn rijdt via het oosten van de stad en mijdt daarmee het centrum van Beverwijk
- Lijn 72: Beverwijk - Heemskerk
- Lijn 73: Haarlem Schalkwijk - Haarlem Centrum - Velserbroek - Beverwijk - Heemskerk - Castricum
- Lijn 74: IJmuiden - Beverwijk - Heemskerk
- Lijn 75: Beverwijk - Wijk aan Zee
- Lijn 76: Beverwijk - De Bazaar (alleen in het weekend)
- Lijn 78: Beverwijk - Wijk aan Zee
- Lijn 572: Heemskerk - Beverwijk - Wijk aan Zee (spitsbus)

### Scheepvaart

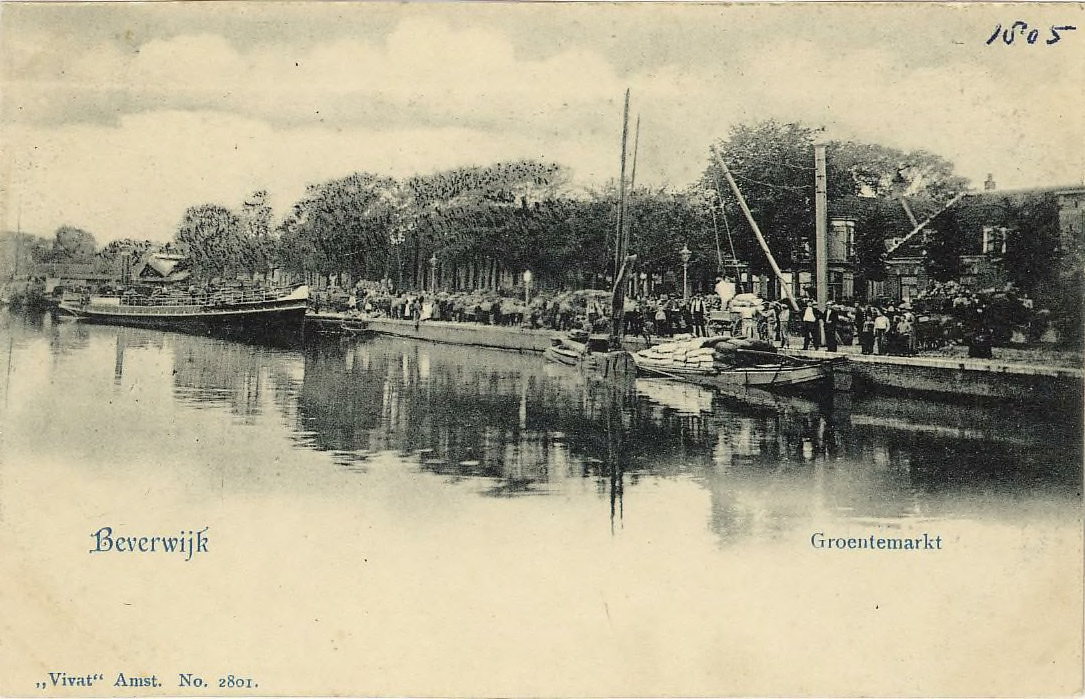
De Meer (nu Meerplein) in 1903

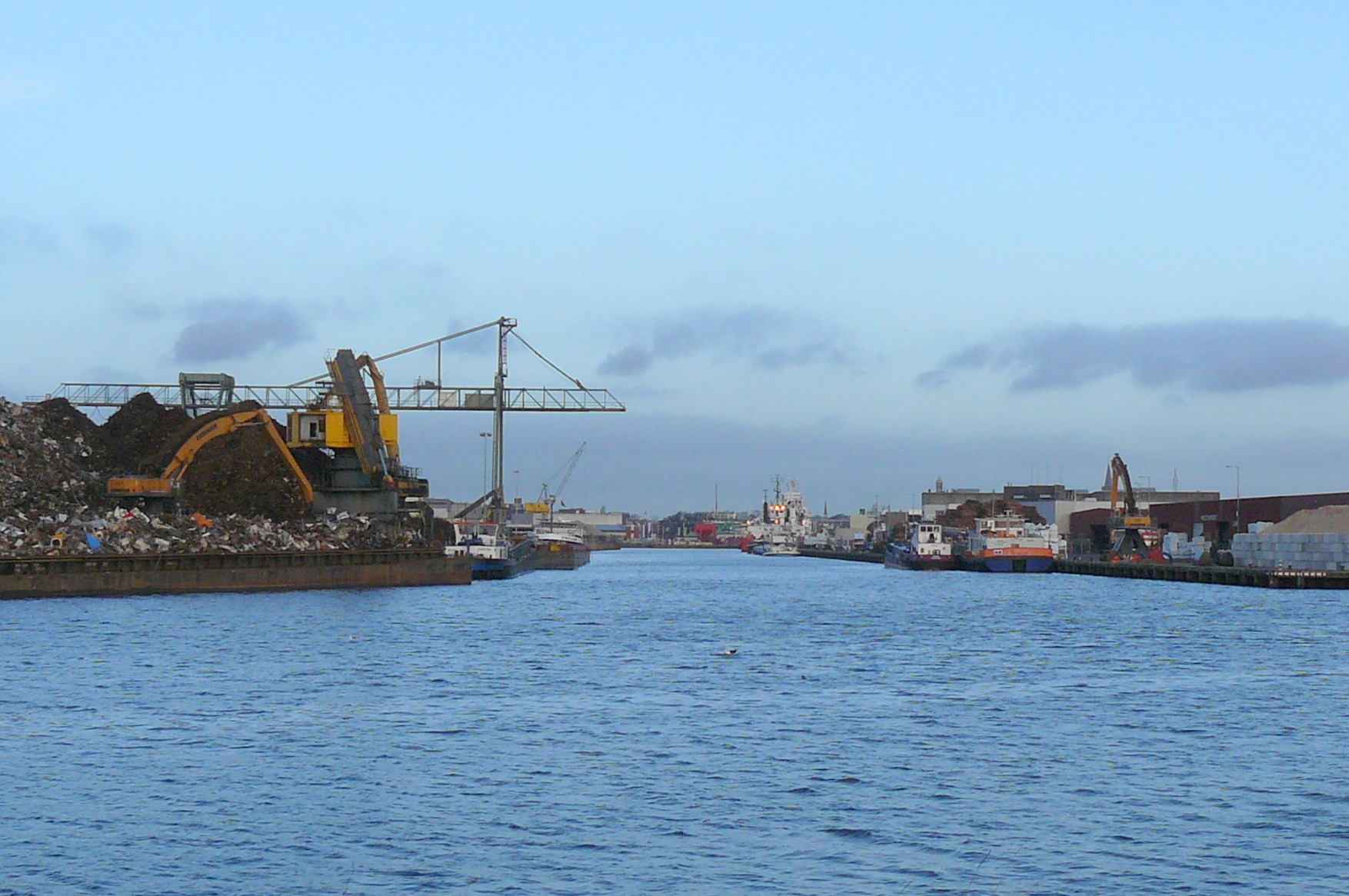
De Pijp

Oorspronkelijk lag de haven van Beverwijk direct aan het Wijkermeer, maar door aanslibbing was de haven later alleen nog via het kanaal "Wijker Vaart" te bereiken. De naam van deze Wijkervaart veranderde later in "De Pijp". Zo heet de haven en het omliggende industriegebied tot op de dag van vandaag.
Sinds de drooglegging van het Wijkermeer in 1861 en de opening van het Noordzeekanaal in 1876 is De Pijp via zijkanaal A te bereiken. Aan het begin van de 20e eeuw is de oorspronkelijke haven (aan de Meerstraat) gedempt en verder van de binnenstad af komen te liggen.
De totale overslag van de haven bedroeg in 2015 343.000 ton. Daarvan bestaat 70.000 ton uit aardappels; Beverwijk heeft daarmee de grootste aardappelhaven ter wereld.

## Telecommunicatie

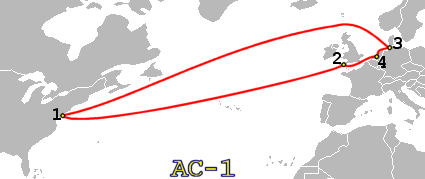
Atlantic Crossing-1 (AC-1)

Beverwijk is een van de vier plekken waar de Transatlantische onderzeekabel voor datacommunicatie Atlantic Crossing-1 (AC-1) Europa binnenkomt. De kabel verbindt Nederland met Duitsland, het Verenigd Koninkrijk en de Verenigde Staten.

## Bekende Beverwijkers
- Jan Cornelisz Vermeyen (ca. 1500-1559), schilder
- Rochus van Veen (ca. 1640-1693?), kunstschilder
- Pieter Verhagen (1882-1950), architect en stedenbouwkundige
- Cor Tabak (1907-2001), gewichtheffer
- Piet Groeneveld (1924-1990), voetballer
- Jaap Duivenvoorde (1928-2011), missionaris en aartsbisschop
- Ab Geldermans (1935-2025), wielrenner en ploegleider
- Marco Bakker (1938), zanger
- Coen Niesten (1938), wielrenner
- Eric Nordholt (1939), hoofdcommissaris van Groningen en Amsterdam
- Klaas Leyen (1941-2022), muziekproducent en zanger
- Marjan Ackermans-Thomas (1942), atlete
- Wouter van Beek (1943), antropoloog, dammer
- Ton Blok (1944-2021), atleet en pikeur
- Rita Hovink (1944-1979), zangeres
- Hans Tentije (1944-2023), schrijver en dichter
- Henk Tijms (1944), hoogleraar
- Bernard Luttikhuizen (1947), roeier
- Peter Pontiac (1951-2015), illustrator en striptekenaar
- Lida Berkhout (1952), atlete
- Elly Appel (1952-2022), tennisser
- Mart Nooij (1954), voetbalcoach
- Pieter Storms (1954), presentator en journalist
- Hans Romeyn (1955), politicus
- Jeroen van Westen (1955), beeldend kunstenaar
- Astrid Joosten (1958), presentatrice
- Peter de Wit (1958), striptekenaar
- Trudi van den Berg (1959), beeldhouwer
- Erna Sassen (1961), actrice en kinderboekenschrijfster
- Allard Kalff (1962), autocoureur en sportverslaggever
- Hans Smit (1962), televisienieuwslezer
- Ilse Huizinga (1966), jazzzangeres
- Menno Wigman (1966-2018), dichter, bloemlezer en vertaler
- Michel Doesburg (1968), voetballer
- Willem de Rooij (1969), beeldend kunstenaar
- Harmen Jonkman (1975), schaker
- Ed Anker (1978), politicus
- Kim-Lian van der Meij (1980), zangeres, actrice en presentatrice
- Dorus de Vries (1980), voetbalkeeper
- Niels van der Laan (1981), cabaretier
- Paul de Lange (1981), voetballer
- Rens Dekkers (1981), atleet
- Laurien Hoos (1983), atlete
- Niki Terpstra (1984), wielrenner
- Michel Butter (1985), atleet
- Kees Luijckx (1986), voetballer
- Christel Boeljon (1987), amateurgolfster
- Stefan Struve (1988), mixed martial artist
- Stefan Jurriens (1992), presentator
- Kaj van der Voort (1996), musicalacteur en zanger
- Olivier Bakker (1997), radio-dj
- Millen Baars (2000), voetballer
- Daphne van Domselaar (2000), voetbalster
- Sem Dirks (2001), voetballer
- Nikita Tromp (2002), voetbalster
- Charlotte Hulst (2003), voetbalster
- Milan Zonneveld (2003), voetballer
- Jade van Hensbergen (2006), voetbalster